# 宣昌能
宣昌能（1967年2月—），男，汉族，安徽无为人，中华人民共和国政治人物。曾任国家外汇管理局副局长、党组成员、中国人民银行上海总部党委书记（兼），现任中国人民银行副行长、党委委员，并作为国际货币基金组织（IMF）中国席位的副代表。

## 履历
1983年09月-1988年07月，中国科技大学科技信息专业本科生
1988年07月-1992年08月，任中国科学院政策局助理工程师
1992年08月-1997年08月，美国得克萨斯大学奥斯汀分校商学院经济学硕士研究生、金融学博士研究生
1997年08月-1999年08月，任JP摩根（纽约）衍生产品研究部高级分析师
1999年08月-2000年08月，美国宾夕法尼亚大学法学院法学专业硕士研究生
2000年08月-2001年04月，任中国证监会规划发展委员会副局级干部、委员
2001年04月-2004年09月，任中国证监会机构监管部副主任
2004年09月-2004年11月，任中国建设银行重组改制办公室资深顾问（部门总经理级）
2004年11月-2006年09月，任中国建设银行董事会秘书
2006年09月-2008年09月，任美国J.C佛劳尔斯投资公司（J.C. Flowers & Co.）董事总经理
2008年9月，任中国人民银行金融研究所所长（正局级）。2009年2月，任中国人民银行金融稳定局局长。
2016年8月，任中国证券监督管理委员会主席助理、党委委员
2018年7月，任国家外汇管理局副局长、党组成员。2022年10月，任中国人民银行副行长、党委委员。